# Neophisis iriomotensis
Neophisis iriomotensis is een rechtvleugelig insect uit de familie sabelsprinkhanen (Tettigoniidae). De wetenschappelijke naam van deze soort is voor het eerst geldig gepubliceerd in 1990 door Jin, Kevan & Yamasaki.